# Robert Lachmann

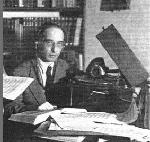
Robert Lachmann

Robert Lachmann (geboren 28. November 1892 in Berlin; gestorben 8. Mai 1939 in Jerusalem) war ein deutscher Musikethnologe, Bibliothekar und Orientalist. Er ist einer der Mitbegründer der Berliner Schule für Vergleichende Musikwissenschaften.

## Leben

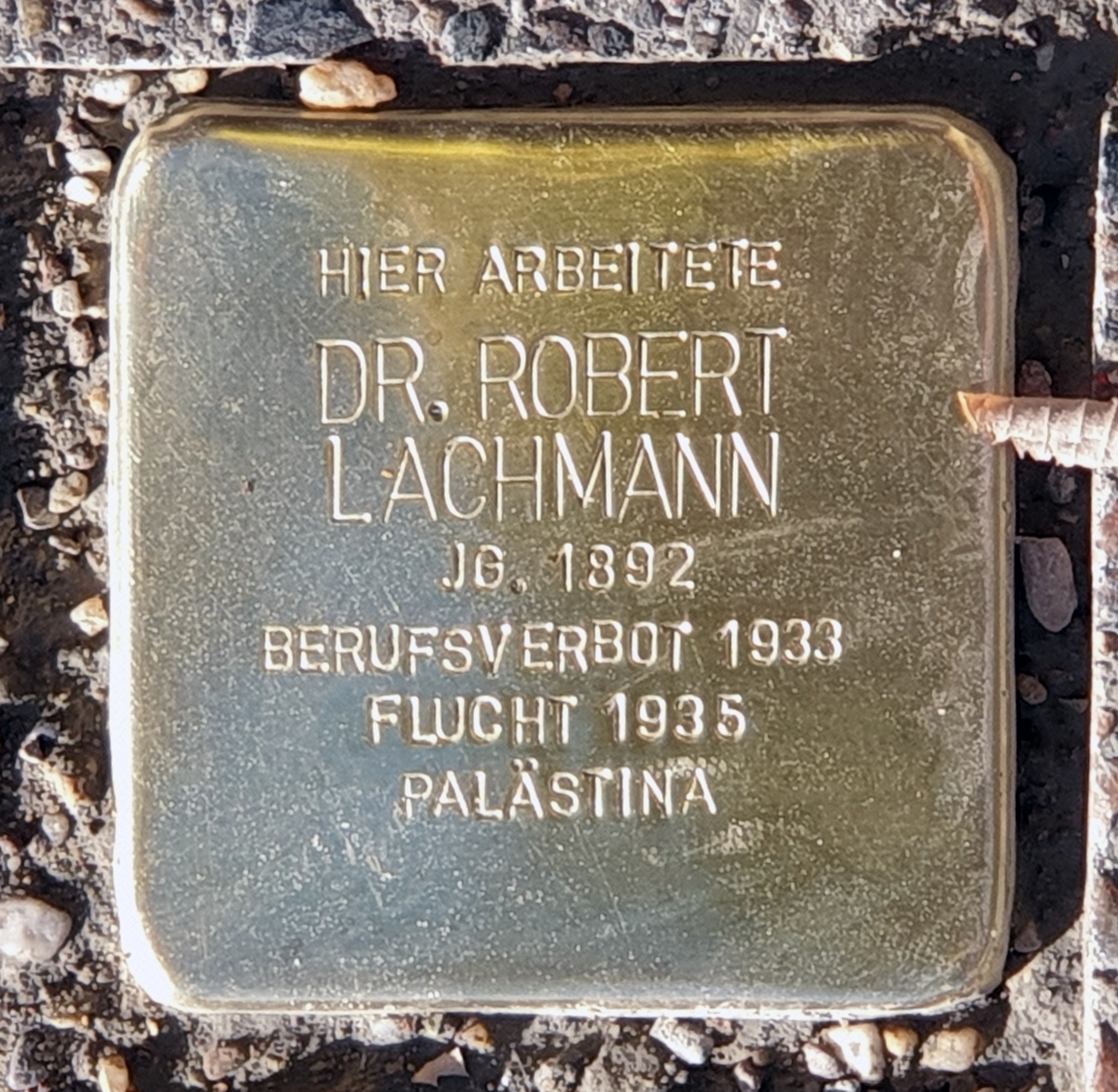
Stolperstein am Haus, Unter den Linden 8, in Berlin-Mitte

Im Ersten Weltkrieg war er Dolmetscher in einem Kriegsgefangenenlager mit Soldaten aus Afrika. 1927 bis 1933 war er in der Musikabteilung der Preußischen Staatsbibliothek tätig und unternahm in dieser Zeit Forschungsreisen in den Vorderen Orient. 1929 erforschte er auf der tunesischen Insel Djerba die Musik der arabisierten muslimischen Berber und der dortigen jüdischen Gemeinde. Lachmann war Schüler von Johannes Wolf.
Nach der Machtergreifung der Nationalsozialisten verlor der jüdischstämmige Lachmann seine Stellung an der Preußischen Staatsbibliothek und emigrierte schließlich im April 1935 nach Palästina. Auf Einladung von Judah Leon Magnes nahm er eine Tätigkeit an der Hebräischen Universität Jerusalem auf, wo er das Zentrum und das Archiv für Orientalische Musik ins Leben rief, die sich insbesondere der jüdischen Musik widmeten.

## Gedenken
Am 8. Oktober 2022 wurde vor seiner ehemaligen Arbeitsstätte, der Staatsbibliothek zu Berlin, Unter den Linden 8, ein Stolperstein für ihn verlegt.

## Werke
- Die Musik in den tunisischen Städten 1922
- Die Schubertautographen der Staatsbibliothek zu Berlin, in: Zeitschrift für Musikwissenschaft, Jg. 11 (1928/29), S. 109–119 (Digitalisat)
- Musik des Orients, 1929 (Digitalisat)
- Als Herausgeber: Zeitschrift für vergleichende Musikwissenschaft. Gesellschaft zur Erforschung des Musik des Orients, 1933–1935 (die Zeitschrift musste 1935 eingestellt werden)
- Zusammen mit Erich Moritz von Hornbostel: Asiatische Parallelen zur Berbermusik, in: Zeitschrift für vergleichende Musikwissenschaft, Band 1, 1933, S. 4–11
- Jewish Cantillation and Song in the Isle of Djerba. (Archives of Oriental Music) Hebrew University, Jerusalem 1940
  - deutscher Originaltext: Gesänge der Juden auf der Insel Djerba. Magnes Press, Jerusalem 1978